# Jastrzębie-Zdrój
Jastrzębie-Zdrój (udtale: [jastˈʂɛmbʲɛ ˈzdruj]; tysk: Bad Königsdorff-Jastrzemb, oprindelig  Jastrzemb, tjekkisk: Lázně Jestřebí; Schlesisk: Jastrzymbie-Zdroj) er en by i den sydlige  del af  voivodskabet Schlesien i  det sydlige Polen. Byen   har 82.788(2023) indbyggere og et areal på	85,44 km², og er et selvstændigt  bypowiat.
Fra 1861 til det 20. århundrede var det en spa-landsby beliggende i Øvre Schlesien. Det blev tildelt byrettigheder i 1963. Jastrzębie-Zdrój  lå tidligere i voivodskabet Katowice (1975-1998). I begyndelsen af 1980'erne var byen et af hovedcentrene for arbejderprotester, hvilket resulterede i oprettelsen af fagforbundet Solidarność.

## Historie
Den første skriftlige dokumentation, der vedrører  området, går tilbage til omkring 1305 og er Liber fundationis episcopatus Vratislaviensis (en)
Administrativt består byen af flere gamle bebyggelser, hvis oprindelse går tilbage til en fjern fortid. Byens oprindelige navn var Jastrzemb. Oprindelsen af navnet, som betyder høg på polsk, er forbundet med legenden om den sorte ridder. Fra det 16. århundrede til begyndelsen af det 19. århundrede var det en del af administrationen af Wodzisław. Mellem 1858 og 1860 blev der udført prøveudgravninger af stenkul over hele Jastrzębie Dolne-området. Disse udgravninger førte til opdagelsen kilder, der indeholdt saltlageopløsninger med jod og brom. I 1860 erhvervede greven af Königsdorff jorden og foreslog opførelse af badefaciliteter. Således blev kurstedet Bad Königsdorff-Jastrzemb oprettet i 1862. Kort efter sluttede byen sig til den eksklusive kreds af de mest prestigefyldte kursteder i Europa. I 1896 blev sundhedscentret overtaget af den polske læge, Mikołaj Witczak, som videredudviklede sundheds-resortet i Bad Königsdorff-Jastrzemb.